# 人肉ラーメン
『人肉ラーメン』（泰: เชือดก่อนชิม, 英: Meat Grinder）は、2009年に製作されたタイのスプラッターフィルム。

## ストーリー
ラーメン屋を営むバスは、母親からの伝統を引き継いでラーメンを作っていた。彼女は幼少期に父親から虐待を受け、成人後も夫のギャンブル癖による借金の返済、病弱な娘の看病に追われるという絶望的な人生を歩んできた。そんなある日、バスは偶然、反政府デモの騒動に巻き込まれ、学生運動家の青年アタボに助けられ、互いに惹かれ合っていくが…。